# Sauropus asteranthos
Sauropus asteranthos är en emblikaväxtart som beskrevs av Airy Shaw. Sauropus asteranthos ingår i släktet Sauropus och familjen emblikaväxter.
Artens utbredningsområde är Thailand. Inga underarter finns listade i Catalogue of Life.